# Arvoltolo
L’Arvoltolo è una pizzetta fritta tipica del territorio perugino, diffusa in due varianti: dolce e salata.
Ha origini molto antiche; infatti, era presente nella cucina contadina umbra sin dal XVII secolo e veniva consumata nelle giornate di festa, come colazione o merenda. 
Nell'area dell'orvietano, l'arvoltolo prende il nome di tortuccia; nell'Eugubino è conosciuto come brustengo. Sono chiamati anche "poltricce"' o "frittelle" o "fregnacce", secondo il vernacolo dei luoghi di provenienza; oggi, si trovano prevalentemente sulla tavola delle famiglie più legate alla tradizione, in alcuni ristoranti di cucina tipica e nelle sagre paesane.

## Preparazione
Versare farina, acqua e olio in una terrina, mescolando con cura, evitando la formazione di grumi. Dal composto ottenuto ricavare dei dischetti, si consiglia di bucare la pasta con una forchetta, in modo che non si gonfi. Nel frattempo, scaldare l'olio di semi in una casseruola. Friggere nell'olio bollente i dischetti, uno alla volta, girandoli, fino a farli dorare da entrambi i lati. Togliere dall'olio e farli asciugare su carta assorbente, eliminandone l'eccesso. Cospargerli con zucchero o sale, a seconda dell'uso. Sono ottimi serviti caldi come antipasto da consumare con affettati o come dolce da consumare a fine pasto.

## Eventi e sagre
La tradizione culinaria dell'arvoltolo rivive nel periodo estivo nelle caratteristiche sagre paesane. In particolare, nel mese di luglio si svolge la Sagra della Tortuccia a Castel Giorgio, che propone questo piatto nelle versioni salate, dolci (con lo zucchero o con la Nutella) e farcite (con i salumi o con le verdure). Inoltre, tra luglio e agosto si svolge la Sagra del Cinghiale a Spezzatino, dell'Arvoltolo e dei prodotti tipici umbri a Migliano e a settembre la Sagra dell'Arvoltolo a Olmeto.
Dal agosto 2018 si svolge a Palazzo la prima sagra dell’arvoltolo.

## Curiosità
(Trotta, 2011 op. cit.)